# 대적광전
대적광전(大寂光殿)은 비로자나불을 봉안한 불전으로 대광명전, 대적전, 비로전, 화염전 등 다양한 이름으로 불린다. 사찰에 주불이 비로자나불인 경우에는 대적광전이라고 하고, 비로자나불이 주불이 아니면 비로전이라고 부른다고 한다. 화엄전이라고 부르는 이유는 비로자나불이 화엄장세계의 교주이기 때문이라고 한다.

## 사진

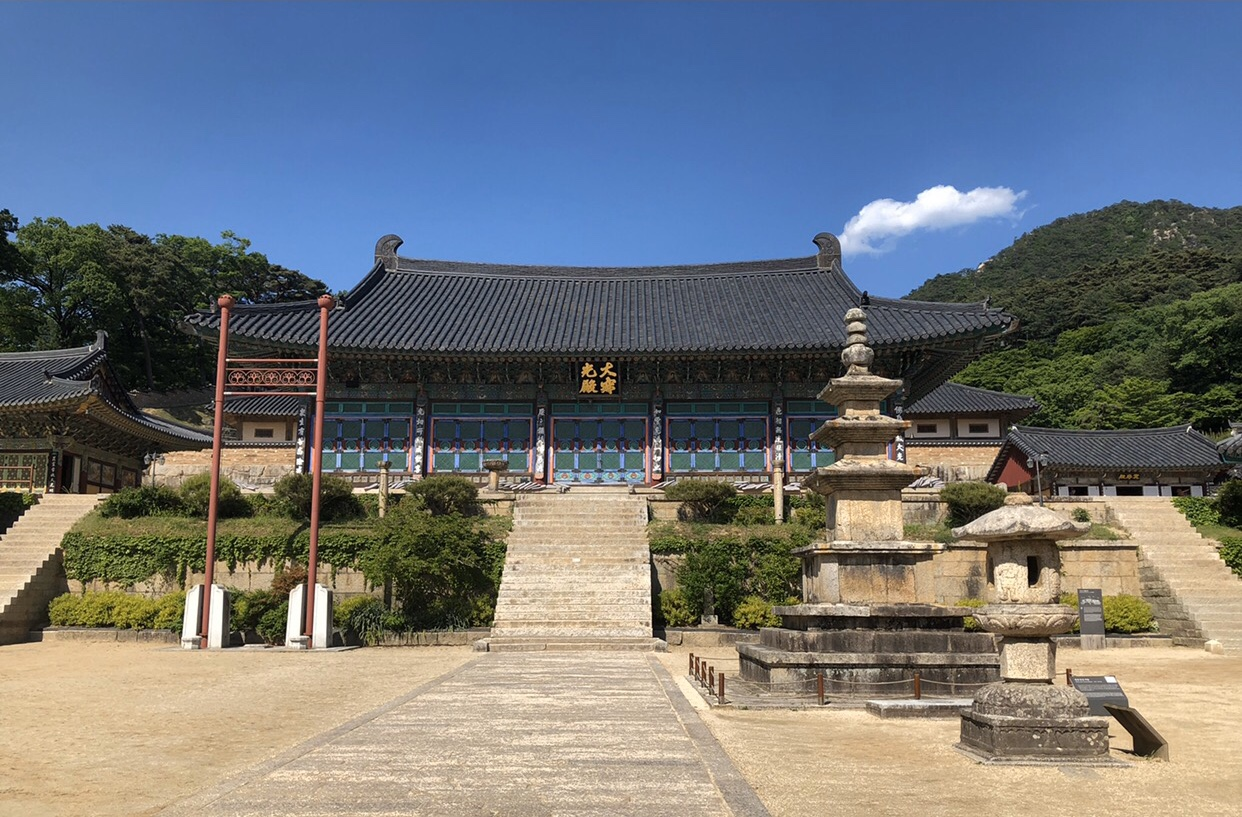
경상남도 합천군 가야산 해인사 대적광전 외부
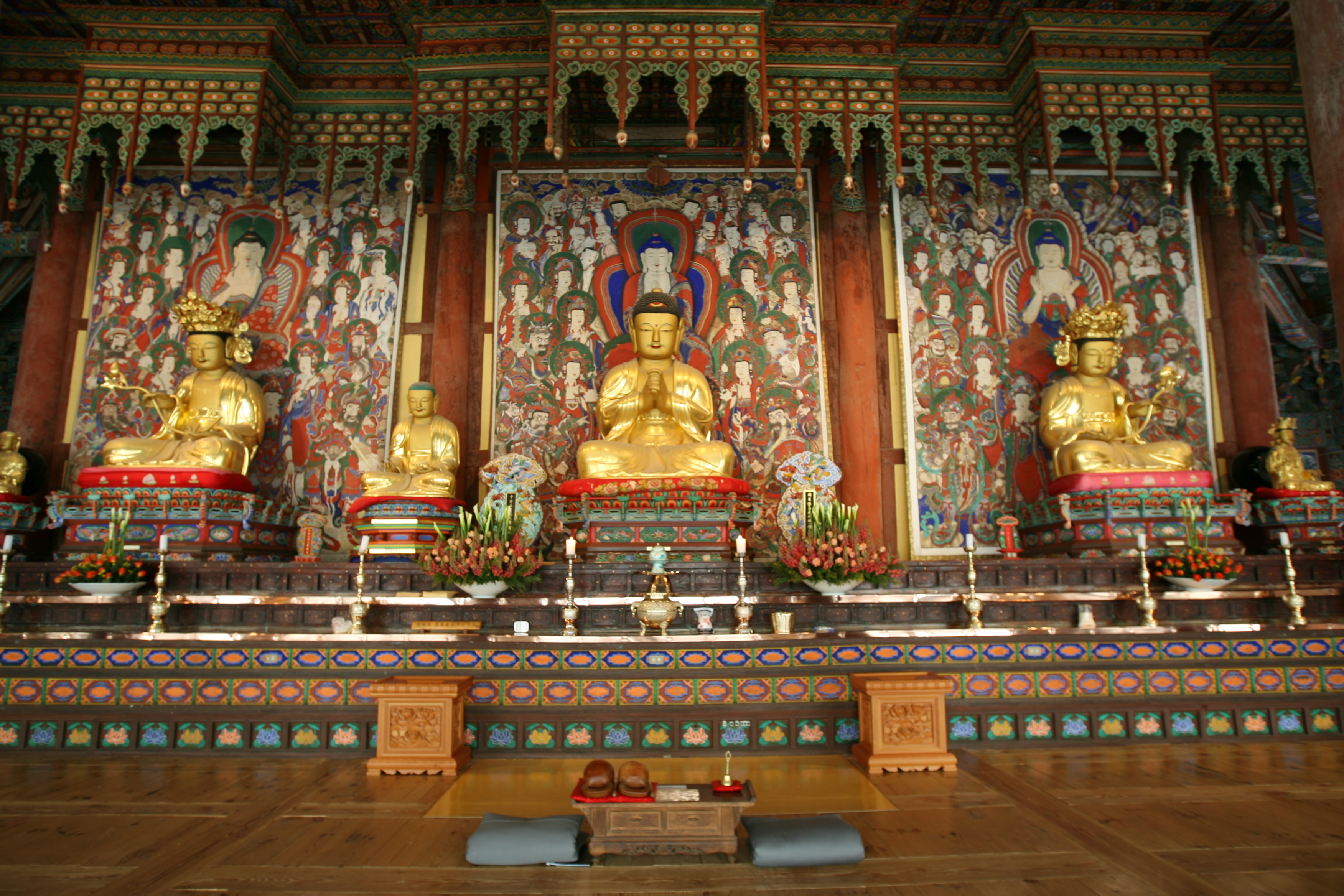
경상남도 합천군 가야산 해인사 대적광전 내부
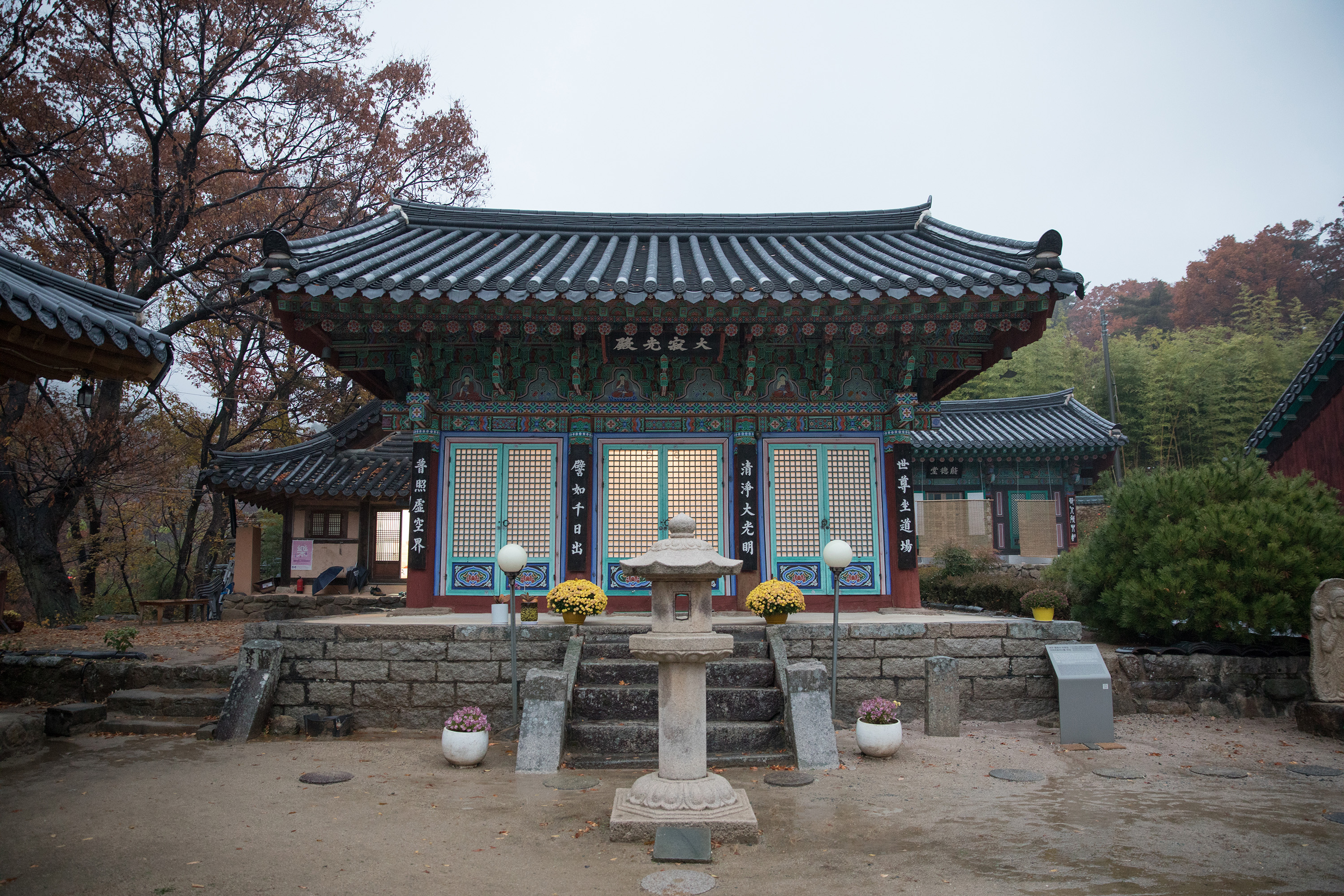
대구광역시 팔공산 동화사 비로암 대적광전 외부
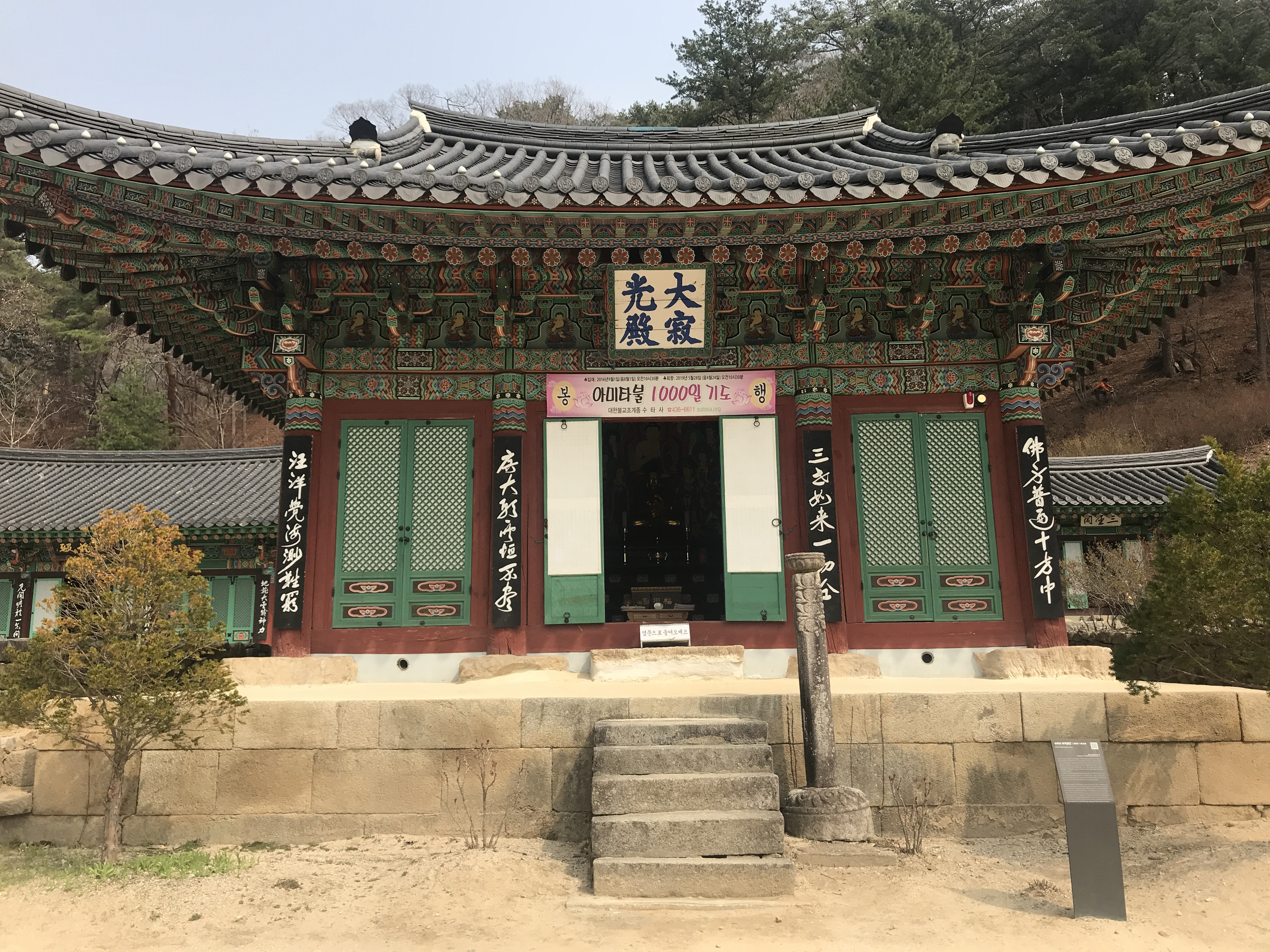
강원특별자치도 홍천군 수타사 대적광전 외부
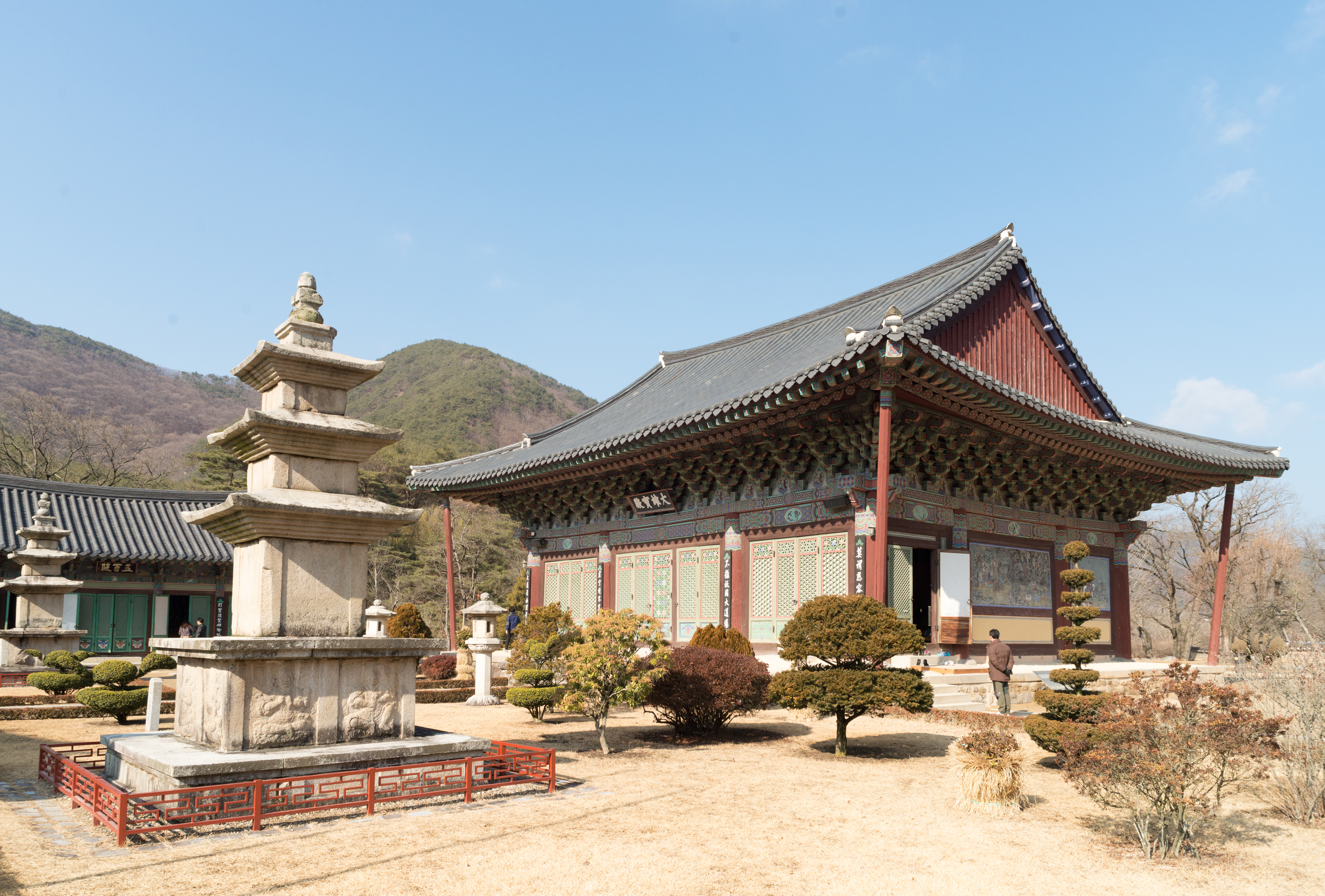
경상북도 청도군 호거산 운문사 비로전 외부

## 같이 보기
- 제목에 "대적광전" 항목을 포함한 모든 문서
- 제목에 "비로전" 항목을 포함한 모든 문서
- 제목에 "화엄전" 항목을 포함한 모든 문서